# DeWitt S. Hyde
DeWitt Stephen Hyde (ur. 21 marca 1909 w Waszyngtonie, zm. 25 kwietnia 1986 w Bethesda, Maryland) – amerykański polityk z Maryland związany z Partią Republikańską. W latach 1953–1959 był przedstawicielem szóstego okręgu wyborczego w stanie Maryland w Izbie Reprezentantów Stanów Zjednoczonych.